# Pleione coronaria
Pleione coronaria là một loài thực vật có hoa trong họ Lan. Loài này được P.J.Cribb & C.Z.Tang miêu tả khoa học đầu tiên năm 1983.